# Киричёк, Василий Егорович
Василий Егорович Киричёк (21 января 1940, село Червонное, Рузаевский район, Северо-Казахстанская область — 3 апреля 2010, там же) — бригадир тракторно-полеводческой бригады совхоза «Червонный» Куйбышевского района Кокчетавской области, Казахская ССР. Герой Социалистического Труда (1976). Депутат Верховного Совета Казахской ССР.

## Биография
Родился 21 января 1940 года в многодетной крестьянской семье в селе Червонное Рузаевского района Северо-Казахстанской области.
В 1955 году окончил семилетку в родном селе и в этом же году начал свою трудовую деятельность в совхозе «Червонный». Работал прицепщиком, мотористом в совхозной мастерской. С 1956 году обучался в Лобановском училище механизации сельского хозяйства, по окончании которого продолжил работать трактористом-машинистом в совхозе «Червонный». В 1960 году был призван на срочную службу в Советскую армию. В 1963 году возвратился из армии и поступил на учёбу в Песковское училище механизации сельского хозяйства, по окончании которого получил специальность комбайнёра.
В 1968 году был назначен бригадиром тракторно-полеводческой бригады № 2. В 1973 году бригада под управлением Василия Киричка собрала в среднем по 26,4 центнера зерновых с каждого гектара. За эти высокие трудовые показатели был награждён Орденом Ленина.
Досрочно выполнил задания 9-й пятилетки (1971—1975). В 1976 году удостоен звания Героя Социалистического Труда.
Неоднократно участвовал во Всесоюзной выставке ВДНХ, где получил бронзовую, серебряную и золотую медали.
В 1977 году окончил без отрыва от производства совхоз-техникум Кокчетавской опытной станции и в 1985 году — заочное отделение Целиноградского сельскохозяйственного института, получив специальность агронома.
Избирался депутатом Верховного Совета Казахской ССР (1980—1985) и делегатом XXVI съезда КПСС.
В 2008 году вышел на пенсию. Скончался 3 апреля 2010 года в родном селе, похоронен там же.
Награды
- Герой Социалистического Труда
- Орден Ленина — дважды (1973, 1976)
- Орден Трудового Красного Знамени (1966)